# St. Sebastian (Völkersleier)

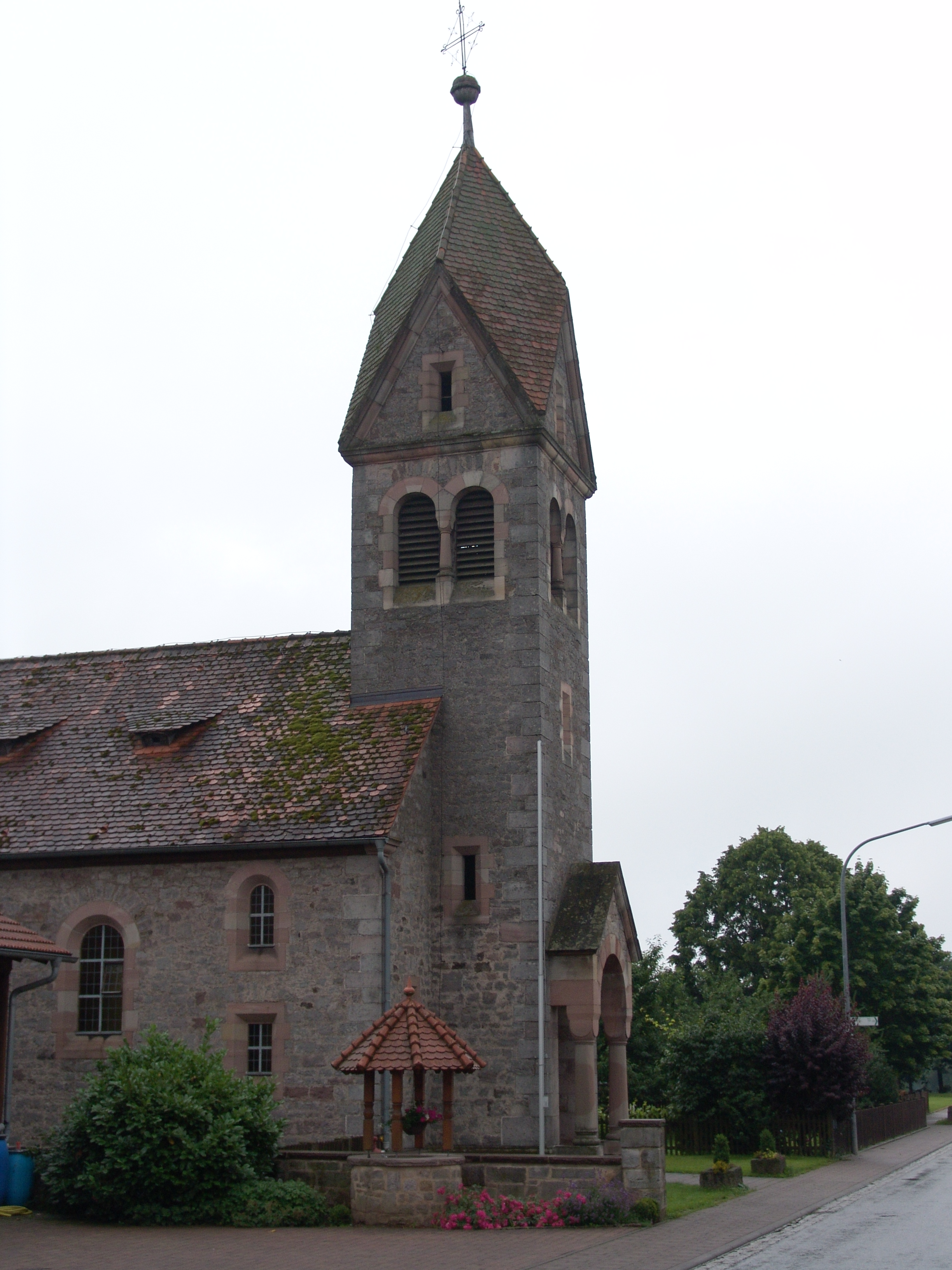
Die St. Sebastian-Kirche in Völkersleier.

Die römisch-katholische Filialkirche St. Sebastian ist eine Kirche im bayerischen Völkersleier, einem Ortsteil der bayerischen Gemeinde Wartmannsroth im unterfränkischen Landkreis Bad Kissingen.
Die Kirche gehört zu den Baudenkmälern von Wartmannsroth und ist unter der Nummer D-6-72-161-12 in der Bayerischen Denkmalliste registriert.
Die Kirche ist dem hl. Sebastian geweiht.

## Geschichte
Die katholische Filiale Völkersleier hat eine wechselhafte Geschichte. So gehörte sie anfangs wohl zur Pfarrei Thulba, um dann im späteren  Mittelalter zur neuen Pfarrei Dittlofsroda wechseln. Dort blieb die Filiale bis zur Einführung der Reformation. Seitdem gehörte sie nur wenige Jahrzehnte kirchlich zu Diebach und wurde schon im Jahr 1648 in die Pfarrei Wolfsmünster eingegliedert. In den Jahren 1811 bis 1822 war die Kuratie Windheim für Völkersleier zuständig und schließlich seit dem Jahr 1822 bis heute die Pfarrei Wartmannsroth.
Die im neuromanischen Stil erbaute Kirche entstand im Jahr 1906.

## Beschreibung und Ausstattung
Der Kirchturm hat einen spitzen Helm und Zwillingsschallfenster mit Rundbögen. Er springt mit seiner halben Breite mittig aus der westlichen Wand des Langhauses hervor. Durch ihn betritt man das Langhaus mit Rundbogenfenstern, dessen Satteldach in Form einer Holzdecke innen sichtbar ist. Der halbrund geschlossene östliche Chor besitzt ein Tonnengewölbe und ebenfalls Rundbogenfenster.
Eine Darstellung des hl. Sebastian, des Patrons der Kirche, findet sich im Chorraum in Form einer Holzfigur aus der ersten Hälfte des 16. Jahrhunderts. Der auf einen Tabernakelaufbau beschränkte Hochaltar ist ebenso schlicht wie die Kanzel. Weitere Altäre sind nicht vorhanden. Die Kirche verfügt nur über eine elektronische Orgel.

## Geläut
Im Kirchturm hängen zwei Glocken. Sie wurden im Jahr 1950 von der Glockengießerei Karl Czudnochowsky in Würzburg-Heidingsfeld gegossen.
| Nr. | Name               | Schlagton | Gewicht | Durchm. | Inschrift                                                             |
| --- | ------------------ | --------- | ------- | ------- | --------------------------------------------------------------------- |
| 1   | Muttergottesglocke | b´        | 350 kg  | 85 cm   | Mutter Gottes, Maria, bitte für uns. - Hinweis auf die Glockengießer. |
| 2   | Sebastianusglocke  | des´´     | 210 kg  | 72 cm   | Unser Kirchenpatron, bitte für uns. - Hinweis wie oben.               |